# Ansonia tiomanica
Ansonia tiomanica es una especie de anfibios de la familia Bufonidae.
Es endémica de la isla Tioman (Malasia).
Su hábitat natural incluye bosques tropicales o subtropicales secos y a baja altitud, ríos, karsts y cuevas.
Está amenazada de extinción por la pérdida de su hábitat natural.